# NGC 1527
NGC 1527 is een lensvormig sterrenstelsel in het sterrenbeeld Slingeruurwerk. Het hemelobject werd op 28 september 1826 ontdekt door de Schotse astronoom James Dunlop.

## Synoniemen
- PGC 14526
- ESO 201-20